# Castelnavet
Castelnavet település Franciaországban, Gers megyében. Lakosainak száma 116 fő (2022. január 1.). Castelnavet Aignan, Couloumé-Mondebat, Lupiac és Saint-Pierre-d’Aubézies községekkel határos.

## Népesség
A település népességének változása:
| Lakosok száma | 224  | 154  | 153  | 149  | 128  | 125  | 130  | 131  | 131  | 116  |
|               | 1968 | 1982 | 1990 | 2006 | 2013 | 2015 | 2017 | 2019 | 2020 | 2022 |